# Двор
Двор — территория, прилегающая к дому либо к жилым и хозяйственным постройкам.
В сельской местности — огороженный участок земли при доме, на котором расположены хозяйственные постройки. Употребляется также в значении хозяйства в широком смысле: крестьянский двор, колхозный двор, задний двор и т. п. 
В Советском Союзе в городской застройке употреблялось архитектурно-строительное понятие «придомовая территория».
В современной России не существует понятия «двор», но существует понятие «земельный участок многоквартирного дома». Слово «двор» (нем. Hof) в истории крестьянского быта имеет значение и в некоторых государствах и странах Западной Европы.

## Этимология
Слово «двор» имеет славянское происхождение и родственно слову «дверь». Изначально оно означало огороженное место со всеми находящимися на нем домами и постройками. В этом смысле оно используется с XI века. С XVIII века отдельно появилось значение двора как королевского окружения. 

## История дворов
Поскольку под двором понимается огороженное место, то первые дворы появились после одомашнивания животных — это были скотные дворы. Первые дворы (courtyard) отмечаются уже внутри неолитической Ярмукской культуры. В ходе имущественного расслоения двор (как и дом) стал признаком достатка, поэтому он являлся атрибутом правителей (фараонов Древнего Египта). Свой двор имел Иерусалимский храм. С развитием ремесел и торговли появляются такие виды дворов, как монетный двор или постоялый двор.   
В Римской империи появился двор-патио. В Средневековье собственные дворы имели монастыри. На Западе они назывались клуатрами. 

### В Русском царстве
Дворы в Русском царстве были больших размеров: 50—60 саженей в длину (100—130 метров) и 40 в ширину. Делалось это для защиты от пожаров. Двор делился на две части. На задний двор сваливали мусор и навоз, на нём строили конюшни, птичники и так далее. Они назывались «овечий двор, скотный двор, конюший двор, льняной двор, житный двор». На окраинах дворов строили кузницы. Дворы часто располагали у рек, и там могла быть водяная мельница.
Избы ставили внутри передней части двора. Между собой они соединялись сенями. Под одной крышей жило несколько семей разных поколений, что символизировало принадлежность к одному роду.
Двор обносили забором (тыном, замётом, заплотом). В XVII веке начали строить каменные заборы. Каменный забор мог совмещаться со всеми деревянными зданиями усадьбы. Вдоль заборов выращивали капусту и свеклу. Высаживали плодовые деревья: яблони и груши, изредка вишни. Редко выращивали декоративные растения.
В заборе могло быть до семи ворот. Главные ворота были отдельным архитектурным строением. Над главными воротами могла располагаться часовня или надвратная церковь. Главные ворота накрывались кровлей, на них строились башенки, на щитах рисовали цветы, оленей, орлов и так далее. У ворот строилась избушка, которая называлась воротня. В избушке сидели вратари, которые открывали и закрывали ворота.
Двор застраивался большим количеством изб для холопов и служебными постройками: поварня, пекарня, квасоварня, мыльня, подвалы, житницы и так далее. Над житницами строили сушила, в которых хранилась сушеная рыба, мясо, сухари. Над ледниками строили надпогребицы. В надпогребицах могли хранить сани, телеги, страдные одры (носилки) и так далее. В надпогребицах устраивали угощения для холопов гостей, приехавших на пир. На втором этаже в кладовых хранили домашние вещи: одежду, оружие, посуду и так далее. Ценные вещи и деньги закапывали в землю, или отдавали на хранение в монастырь, что называлось поклажей. В одном богатом дворе могло жить 500—1000 человек: повара, приспешники, кузнецы, хлебники, квасовары, портные, столяры, сапожники и так далее. Еду готовили в отдельно стоящих избах — поварнях. Управляли таким хозяйством ключник и дворецкий.
Летом для игр и развлечений во дворах ставили специальные палатки.

## Городской двор
В современном городе двор - это внутренняя часть квартала, противоположная улице (его внешней стороне). Отсюда вход в дома может быть либо с улицы, либо со двора. В некоторых кварталах въезд во двор может быть ограничен. Часто дворы используют как пространство для детских игр и там оборудуют специальные игровые площадки, также нередко во дворах жильцы паркуют свой личный автотранспорт. Санкт-Петербург известен своими дворами-колодцами.

## Галерея
- Дж. А. Аткинсон. Русский скотный двор. Начало XIX в.
- К. Е. Маковский. После базара. 1876
- А. П. Попов. Деревенский двор. 1861
- И. И. Шишкин. Деревенский двор. 1860-е
- М. К. Клодт. Крестьянская усадьба у реки. 1858
- Двор удельного князя. Картина А.М. Васнецова
- В. Ф. Тимм. Крестьянский двор. 
 XIX век